# Сексуално малцинство
Сексуалното малцинство е група, чиято полова идентичност, ориентация или сексуални практики се различават от мнозинството от хората в съответното общество.
Терминът възниква вероятно в края на 60-те години на 20 век с книгата на Ларс Улерщам Еротичните малцинства: Шведската гледна точка, която застъпва толерантността и съпричастието към необичайни вариации на сексуалността. Понятието е изградено аналогично на „етническо малцинство“.
Този термин и лицата, за които се отнася, е въведен в речника за правата на човека на ООН през 1987 г. чрез работната група към Подкомисията по въпросите на робството и подобните на робство практики, в контекста на дискусия върху проституцията, доколкото разкрива юридическото, социологическото и историческото разбиране за сексуалната ориентация.